# Aviva Slesin
Aviva Slesin (geb. 1942 in Šiauliai, Litauische Sozialistische Sowjetrepublik) ist eine litauisch-amerikanische Dokumentarfilmerin und Filmproduzentin. Sie erhielt 1988 einen Oscar für ihren Film The Ten-Year Lunch und ist Mitglied der Directors Guild of America sowie der Academy of Motion Picture Arts and Sciences. Slesin ist außerdem Malerin.

## Karriere
Slesins Karriere begann 1975 als freischaffende Filmeditorin mit dem Dokumentarfilm The Other Half of the Sky, der von Shirley MacLaine produziert wurde und eine Oscar-Nominierung als Bester Dokumentarfilm erhielt. Danach arbeitete sie an Making Television Dance, einem Film über den Choreografen Twyla Tharp, gefolgt von The Rutles, einer Satire über die Beatles von Eric Idle aus dem Jahr 1977.
1980 betätigte sich Slesin erstmals als unabhängige Filmproduzentin und -regisseurin mit neun Comedy-Kurzfilmen für das originale Saturday Night Live. 1986 war sie Regisseurin und Editorin des Films Directed by William Wyler, einer Filmbiografie des Hollywoodregisseurs William Wyler.
1987 gewann Slesin einen Oscar in der Kategorie Bester Dokumentarfilm für ihren Film The Ten-Year Lunch über den Algonquin Round Table. 1990 setzte sie mit Stood Up! eine Fernsehepisode um. Im Jahr darauf realisierte sie Voices in Celebration, einen Dokumentarfilm anlässlich des 50. Geburtstags der National Gallery of Art. 1993 und 1994 produzierte sie und führte Regie bei Hot on the Trail für den Fernsehsender TBS.
In der Zeit von 1995 bis 1998 verwirklichte Slesin eine Reihe von Kurzfilmen für die Sendungen The Rosie O’Donnell Show, Kids Talk, John Hockenberry’s Edgewise, Real Sex sowie Religion & Ethics Newsweekly. 2003 veröffentlichte sie den Film Secret Lives, der für einen Emmy nominiert war und einen Christopher Award gewann.

## Filmografie
- 1975: The Other Half of the Sky
- 1986: Directed by William Wyler
- 1987: The Ten-Year Lunch
- 1990: Stood Up!
- 1980: Voices in Celebration
- 1993: Hot on The Trial
- 2003: Secret Lives

## Auszeichnungen
- 1987: Lillian Gish Award für The Ten-Year Lunch, Los Angeles Women in Film Festival
- 1988: Oscar für The Ten-Year Lunch in der Kategorie Bester Dokumentarfilm
- 2002: Inspirational Film Award für Secret Lives, Hamptons International Film Festival
- 2003: Christopher Award für Secret Lives